# كالاهاندي
كالاهاندي رمزها «KL» (بالإنجليزية: Kalahandi)‏ ، هو تقسيم إداري لدولة الهند تتبع ولاية أوريسا (بالإنجليزية: Orissa)‏ ، مركزها هو مدينة بهوانيباتنا (بالإنجليزية: Bhawanipatna)‏ عدد سكانها حسب تعداد سنة 2001 هو 1,334,372 ، مساحتها 8,197 كم² وكثافة السكان 163 لكل كم² .

## معرض صور

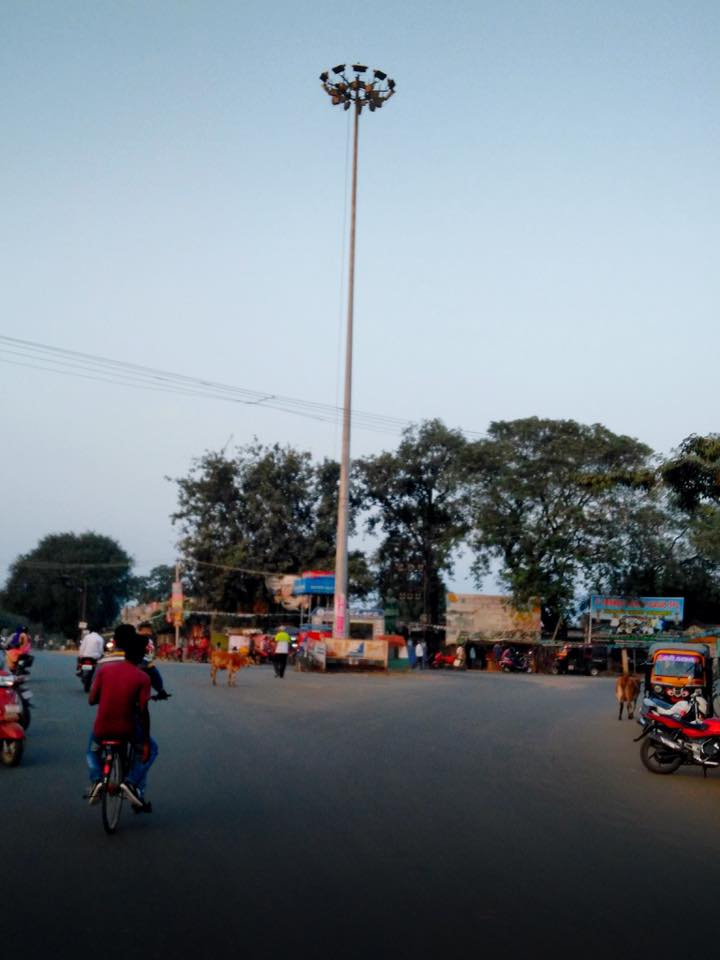
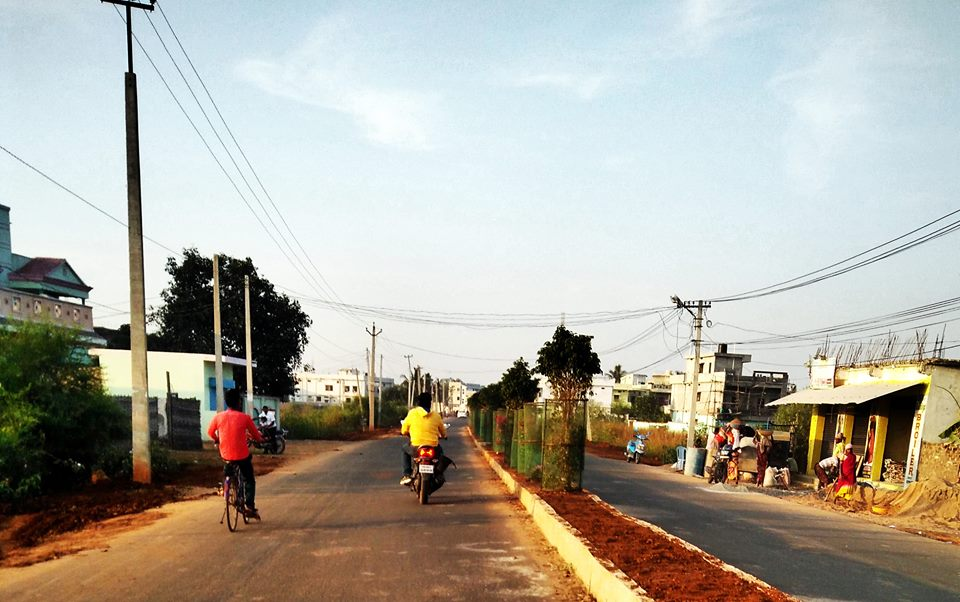
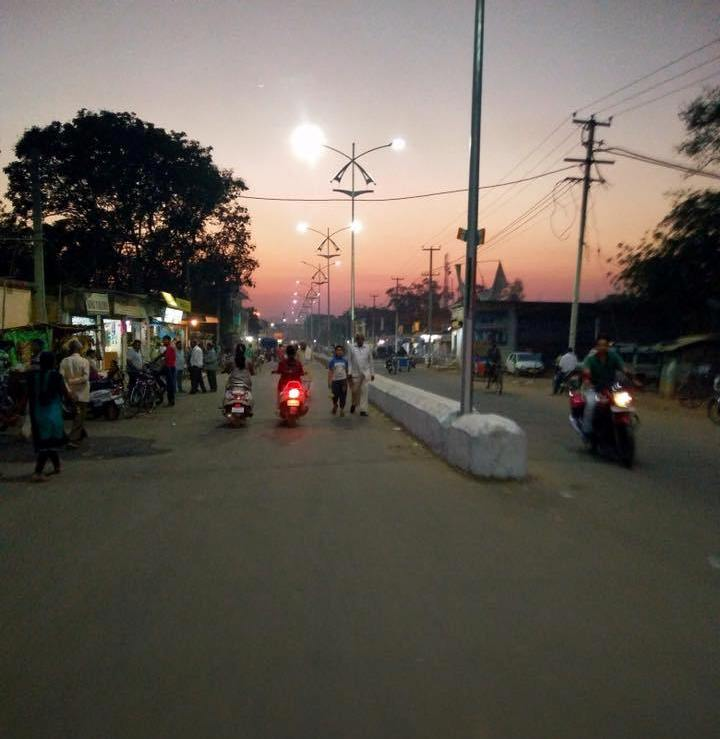
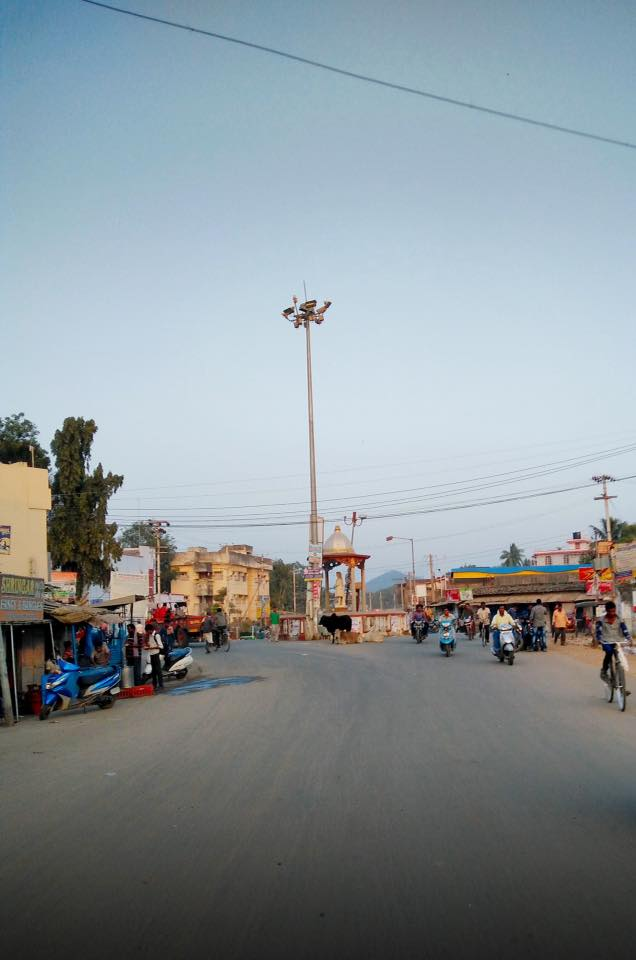
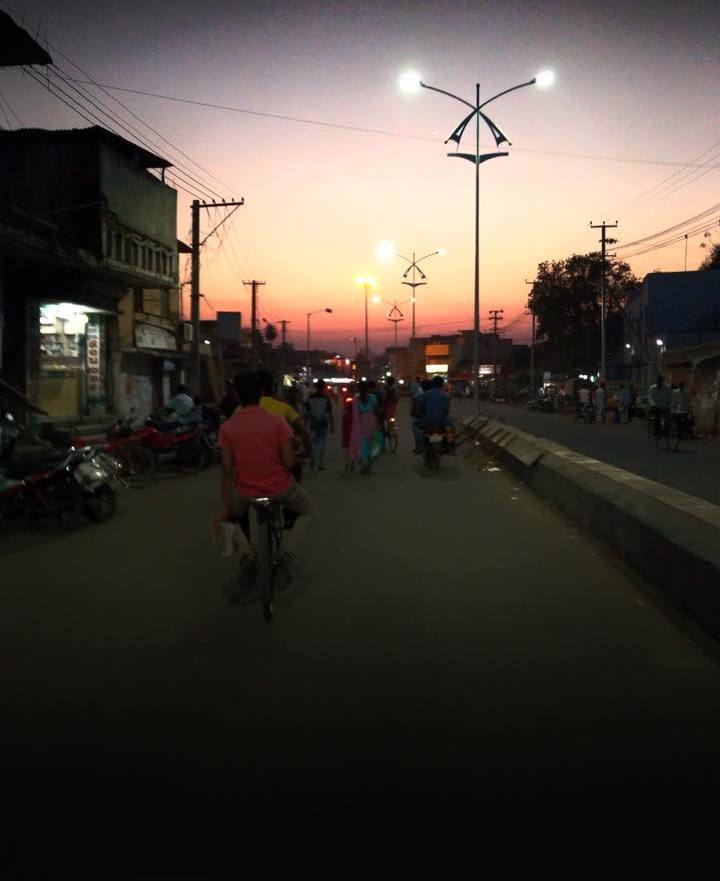